# مدادماهی طلایی
مدادماهی طلایی با نام علمی Nannostomus beckfordi، (از یونانی : nanos = کوچک، و لاتین stomus = مربوط به دهان؛ beckfordi = به افتخار زیستشناس بریتانیایی، اف جی ب بکفورد)،   که بعضاً به عنوان مدادماهی بکفورد نیز شناخته میشود، یک ماهی ساکن آب شیرین و گونه ای از ماهی ها متعلق به تتراسانان از خانواده مدادماهیان است .  مدتدماهی طلایی به طور گسترده و در مردابها و آبهای کند حرکت در برزیل ، گویان ، گویان فرانسه و سورینام مشاهده می شود .